# Barbara Popielas-Szultka
Barbara Popielas-Szultka (ur. 16 października 1946 w Chodzieży, zm. 24 września 2020 w Słupsku) – doktor habilitowany w zakresie historii, pracownik naukowy Akademii Pomorskiej w Słupsku

## Życiorys
Urodziła się w rodzinie urzędniczej. Była córką Stanisława i Zofii z d. Dulat. W 1960 roku, po ukończeniu szkoły podstawowej, podjęła naukę w Liceum Pedagogicznym w Złotowie. W 1965 roku zdała egzamin dojrzałości, po którym rozpoczęła studia historyczne na Uniwersytecie Mikołaja Kopernika w Toruniu. Dwa lata później poślubiła Zygmunta Szultkę. 26 września 1970 roku uzyskała tytuł magistra.
Obroniła pracę doktorską, 30 maja 1994 habilitowała się na podstawie pracy zatytułowanej Początki i lokacje miast na Pomorzu Sławieńsko-Słupskim do połowy XIV wieku. Była zatrudniona na stanowisku profesora nadzwyczajnego w Instytucie Historii na Wydziale Filologicznym i Historycznym Akademii Pomorskiej w Słupsku.
W Słupsku mieszkała od 1969 roku. Swoją karierę zawodową od początku związała ze słupską szkołą wyższą – Wyższą Szkołą Nauczycielską, przemianowaną później na Akademię Pomorską w Słupsku. Znawczyni historii średniowiecznej Polski, w swojej pracy badawczej ustaliła między innymi, że Słupsk otrzymał prawa miejskie 20 sierpnia 1265 roku.
Zmarła 24 września 2020.